# رون كاربنتر
رون كاربنتر (بالإنجليزية: Ron Carpenter)‏ هو لاعب كرة قدم أمريكية أمريكي، ولد في 20 يناير 1970 في سينسيناتي في الولايات المتحدة.

## وصلات خارجية
- رون كاربنتر على موقع مرجع كرة القدم المحترفة.كوم (الإنجليزية)
- رون كاربنتر على موقع JustSportsStats.com (الإنجليزية)